# Хевсурские перстни

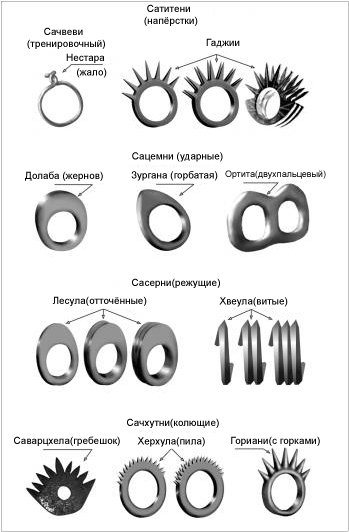
Хевсурские боевые перстни

Сатитени  — хевсурские боевые кольца, представляющие собою металлические кольца, надеваемые на большой палец. Являются ударным оружием нападения. В основном применялись во время шугули. Хевсуры носят кольца или в специальном наружном кармане рубахи, или в правом боковом кармане брюк.
Аналогичное оружие имеется у сванов, тушин и пшавов («сатите», «сатитееби», «сабрдзоло сатитееби»).

## Описание
В боевом кольце различают ударное ребро различного вида, определяющее назначение кольца. Выделяется простейшая форма боевого кольца под названием «гориани», ударным ребром которого является вся наружная сторона кольца.
В некоторых случаях применяется дополнительное вспомогательное кольцо «сачике», которое либо составляет одно целое с боевым кольцом, отливаясь вместе с ним, либо приваривается к нему с одной или двух сторон, или же представляет собою отдельное кольцо, надеваемое на палец вместе с боевым кольцом, также с одной или двух сторон.
Иногда вместо вспомогательных колец «сачике» хевсуры одновременно с основным боевым кольцом надевали также толчковые кольца типа «гориани».
На многих сатитени с внутренней стороны кольца применялась предохранительная прокладка из сырцового воска, или же это место обматывали куском материи, закрепляемой тонкой бечёвкой. 
Отверстие кольца подгоняется под толщину пальца. В некоторых экземплярах отверстие окаймляется специальной кромкой для удобства держания.

## Изготовление
Сатитени изготавливаются кустарным способом на месте, ковкой из железа (часто из старых подков грузинского типа) или отливкой из латуни. Позднее кольца стали изготавливать и из металлических шайб, стальных спиральных пружин и т. п.

## Классификация
По форме ударного ребра и характеру применения:
- Сацеми — для нанесения толчковых ударов:
  - Цисквила — прямоугольное в сечении толчковое кольцо
  - Гориани-зургана — замкнутое кольцо с одним, двумя или тремя треугольного сечения рёбрами высотой до 8 мм
  - Херхула — отличается от гориани мелкими нарезками в виде зубцов, что делает её похожей на сацерули. Может быть одно- и двухрядной
  - Хверули — витые спиралеобразные кольца из двух-трёх витков. Полукруглые или треугольные в разрезе

- Мчрели — для нанесения режущих ударов:
  - Лесула — кольцо с одним, двумя или тремя лезвиями, для нанесения режущих ударов. Лесула с двумя или тремя рядами лезвий не нуждается с обеих сторон в опорном кольце, сачике

- Мнацрави — для нанесения колющих и царапающих ударов:
  - Сацерули — однорядное кольцо с зубьями до 12 мм
  - Магали — имеет более длинные зубья, до 22 мм
  - Гаджиа — двух- или трёхрядное кольцо с параллельно расположенными пятью-девятью зубьями
  - Нестари — детские боевые кольца (чаще всего изготавливаются из проволоки)

## Техника нанесения ударов
- Удар даквра — наносится справа налево по голове и щеке или сверху вниз по голове до лба.
- Удар абгручеба — наносится по волосистой части головы (часто после него следует вырывание пряди волос) или по лицу.
- Удар мосма — наносится по лицу.

## Особенности боя на кольцах
Бой на боевых кольцах сатитени является оригинальной формой рукопашной схватки. Удары ногами запрещены.  Наличие различных видов колец и техник нанесения ударов указывает на то, что в прошлом в Хевсуретии бытовала определенная школа обучения бою на сатитени. 